# Повстання Секста Помпея
Повстання Секста Помпея 43—36 років до н.е. — громадянська війна в Римській республіці між Секстом Помпеєм Магном і Другим тріумвіратом.

## Виступ Секста Помпея
Секст Помпей після поразки при Мунді сховався на землях незалежних іберійських племен. Зібравши невеликий флот і загін з колишніх солдатів свого батька Гнея Помпея і брата Гнея Помпея Молодшого, він почав військові дії в Іспанії. Цезар направив проти нього Гая Карріна з великими силами, але Секст, використовуючи партизанську тактику, послаблював противника раптовими нападами, і зумів опанувати ряд міст..
Тоді Цезар послав на боротьбу з ним Азінія Полліона, але Секст завдав тому поразку . До нього звідусіль стікалися люди, і до літа 44 року до н. е. у Секста було вже не менше 6 легіонів. Навесні 44 року до н. е., після вбивства Цезаря, консул Марк Антоній, який намагався зблизитися з помпеянцями в сенаті, провів пропозицію викликати Секста Помпея з Іспанії, виплатити йому компенсацію за втрату майна в розмірі 50 млн. сестерцій і призначити його командуючим римським флотом, з тими ж повноваженнями, які колись мав його батько. 28 листопада на засіданні сенату Антоній повідомив, що Марк Лепід уклав з Помпеєм відповідну угоду.
Секст, втім, не поспішав повертатися в Італію. Під час Мутінської війни він прорвався зі своїми кораблями в Массалію, і, влаштувавшись там, спостерігав за розвитком подій. Після розгрому Антонія в боях під Мутіною сенат затвердив Помпея на посаді командувача флотом (praefectus classis et orae maritimae). Коли в серпні 43 року до н. е. війська Октавіана зайняли Рим, Секст Помпей був разом з убивцями Цезаря засуджений за законом Педія. Зібравши флот, він почав напад на узбережжя, застосовуючи піратську тактику.

## Захоплення Сицилії
Як вважають, в грудні 43 року до н. е. він висадився на північному березі Сицилії і взяв в облогу в Мессані її намісника Авла Помпея Віфініка. В цей час з Італії на Сицилію втікали люди, внесені в проскрипційні списки. Засуджені до смерті Гірцій і Гай Фанній переконали Віфініка здати місто Помпею. Секст Помпей і Віфінік домовилися про спільне управління островом, але потім Помпей взяв всю провінцію під свій контроль, а Віфініка стратив (42 до н. е.).
Навколо Помпея зібралася група римських нобілів, а його військо значно поповнилося біженцями з Італії, як вільними, так і рабами. Італійські міста, які тріумвіри збиралися віддати своїм солдатам, самі надіслали на допомогу збройні загони, сподіваючись, що Помпей вторгнеться на півострів. Квінт Корніфіцій, який обороняв Африку від цезаріанців, також надавав Помпею допомогу.
Заможні громадяни, вигнані з батьківщини, не вважавши його вже більше своїм, втікали всі до Помпея, який перебував до них найближче і водночас був улюблений усіма. Були у нього і моряки з Африки та Іспанії, досвідчені в морській справі, так що Помпей був забезпечений в достатку воєначальниками, кораблями, піхотою і грошовими засобами.— Аппіан. XVI, 85.

## Війна з Октавіаном
Октавіан послав проти Помпея свого легата Сальвідієна Руфа з флотом, а сам рушив до Регію, щоб переправитися через протоку. Помпей завдав кораблям Сальвідієна поразки в битві біля Скіллея. Це змусило Октавіана урочисто пообіцяти жителям Регія і Гіппоніка, розташованих на березі протоки, що він виключить їх із списку міст, які підлягають передачі легіонерам, оскільки він боявся, що ці міста підтримають можливу висадку військ Помпея.
Потім Октавіану довелося відкласти війну з Помпеєм, оскільки Антоній викликав його на Балкани проти Брута і Касія.
Після поразки республіканців при Філіппах Цицерон Молодший і частина сенаторів, які не побажали здаватися на милість переможців, разом з ескадрою Касія Пармського сховалися на Сицилії. Туди ж Стацій Мурк привів частину республіканського флоту, що крейсувала в Іонічному морі. До Секста Помпея втекли з Риму люди, внесені в проскріпційні списки, і ті, хто постраждав від крадіжок і терору. Серед тих, хто рятувався на Сицилії від репресій тріумвірату, була і майбутня дружина Октавіана Лівія.

## Перузійська війна
В ході Перузійської війни, проти Октавіана утворилася коаліція між Марком Антонієм, Доміцієм Агенобарбом, який перейшов на його бік з залишками республіканського флоту, і Секстом Помпеєм.
Війська Помпея висадилися на півдні Італії і взяли в облогу Фурії і Консенцію, а флот його наварха Менодора з чотирма легіонами опанував Сардинію і Корсику. Два легіони Октавіана, котрі стояли на Сардинії, дізнавшись про союз Антонія з Помпеєм, перейшли на бік останнього. Цей успіх дозволив встановити морську блокаду Італії не тільки з півдня і сходу, а й із заходу.
Союз з Антонієм протримався недовго, оскільки той під тиском своєї армії був змушений укласти угоду з Октавіаном (Брундизійський мир).

## Становище в Італії
Становище в Італії після закінчення війни залишалося досить важким. Тріумвіри, які мали потребу в грошах, вводили все нові і нові податки, зокрема податок на рабів і на спадщину.
Наказ цей зустрінутий був вибухом обурення в народі, який сердився на те, що після того як була виснажена громадська скарбниця, пограбовані провінції, обтяжили і Італію поборами, податками, конфіскаціями і все це не на ведення зовнішніх війн і не на розширення меж держави, а на особисту ворожнечу через владу, звідки і пішли проскрипції, вбивства, загальний голод, а тепер хочуть позбавити і останніх засобів.— Аппіан. XVII, 67.
Флот Помпея турбував узбережжя і перешкоджав доставці хліба. Підвіз хліба з Африки також припинився. Перебої з продуктами харчування викликали зростання цін і невдоволення правлячим режимом, популярність Секста Помпея між тим росла. У цей період багато римлян і італійців покладали великі надії на те, що Секст, як істинний син Помпея Великого, скине терористичний режим Другого тріумвірату і відновить республіку.
Восени 40 року до н. е. симпатії до Секста вилилися у відкриту демонстрацію. Коли перед початком вистави в театрі вносили зображення богів, то при появі Нептуна, який вважався покровителем Секста, публіка вибухнула оплесками.
Незабаром в Римі почалися заворушення, натовп скинув статуї тріумвірів, в Октавіана і Антонія, які намагалися заспокоїти народ, полетіло каміння. Були викликані війська, які жорстоко придушили народне обурення, а потім кинулися грабувати будинки багатих городян,.
Коли натовп розбігся, трупи були кинуті в річку, щоб вид їх не збуджував роздратування. Але сумно було бачити, як трупи спливали наверх і як солдати  і злодії, що до них приєдналися,  знімали з убитих менш придатне і несли це як свою здобич. Так припинена була ця смута, викликавши страх і ненависть до правителів. Голод між тим досяг найвищої сили, народ стогнав, але залишався спокійним.— Аппіан. XVII, 68.

## Путеольська мирна угода
Відчуваючи нестачу коштів і побоюючись нових бунтів, тріумвіри почали шукати шляхи до угоди з Помпеєм. Октавіан одружився зі Скрибонією, сестрою Луція Скрібонія Лібона, з дочкою якого був одружений Помпей. Самому Лібону Антоній дав гарантії безпеки, і той прибув з Сицилії для попередніх переговорів. Зустріч з триумвірами відбулася в Байях, куди прибула також мати Секста Помпея Муція. За повідомленням Аппіана, більшість прихильників Помпея схиляли його до угоди, тільки Менодора написав йому з Сардинії, «що слід або воювати по-справжньому або забаритися ще», поки голод не зробить тріумвірів більш поступливими.
У 39 до н. е. Помпей прибув в Путеоли, де після тривалих і складних переговорів було укладено мирну угоду. Її положення зводилися до наступного:
1. Припинення війни на суші і на морі, зняття морської блокади.

2. Секст Помпей отримує Сицилію, Сардинію, Корсику і Пелопоннес на тих же умовах, на яких володіють своїми провінціями тріумвіри.

3. Гарнізони Помпея виводяться з зайнятих ним італійських міст, його кораблі не повинні чіплятися до узбережжя Італії, йому забороняється приймати рабів-утікачів.

4. Помпей повинен поставляти римлянам хліб зі своїх провінцій, згідно звичайній практиці.

5. Помпей може виконувати консульські обов'язки через своїх друзів.

6. Знатні вигнанці отримують право повернутися на батьківщину, за винятком осіб, засуджених як вбивці Цезаря. Тим, хто втік зі страху, повертається майно, за винятком рухомого; проскрибованим  повертається четверта частина майна.

7. Раби, що билися на стороні Помпея визнаються вільними; вільні, після закінчення служби, отримують ті ж нагороди, що і солдати Антонія з Октавіаном.
Скріпивши угоду, Помпей, Антоній і Октавіан по черзі влаштували бенкети. Помпей приймав гостей на своєму розкішному кораблі. Аппіан передає легенду, згідно з якою Менодора запропонував напасти на бенкетуючих і одним ударом вирішити всі проблеми, повернувши Сексту батьківську владу. Нібито Помпей відповів на це:
Нехай Менодора робить це без моєї участі. Менодору підходить порушувати клятву, але не Помпею.'— Аппіан. XVII, 73.
Більш барвистий варіант приводить Плутарх. За його словами,
У самий розпал частування, коли градом сипалися жарти щодо Клеопатри і Антонія, до Помпея підійшов пірат Мен і прошепотів йому на вухо: «Хочеш, я обрублю якірні канати і зроблю тебе владикою не Сицилії та Сардинії, але Римської держави?» Почувши ці слова, Помпей після недовгого роздуму відповідав: «Що б ти виконав це, не попередивши мене, Мен! А тепер доводиться задовольнятися тим, що є, - порушувати клятву не в моєму звичаї ».— Плутарх. Антоній, 32.
Більшість римських аристократів, які ховалися у Помпея, скористалися угодою і повернулися до Італії, де багато з них  примкнули до угруповання Антонія. В Італії новини про підписання миру викликали загальну радість.
 Незадоволені були тільки ті, кому припали  жеребом земельні ділянки осіб, які повертаються тепер з Помпеєм; вони боялися, що сусідами їх будуть непримиренно вороже до них настроєні землевласники, готові виступити проти них як тільки це буде можливо.— Аппіан. XVII, 74.

## Режим Секста Помпея
Діяльність Секста Помпея є «однією з найменш досліджених» проблем римської історії. «Образ Секста Помпея залишається для нас загадкою», через нестачу інформації і тенденційності античних джерел.
Джерела, як і в випадку з Антонієм, несуть на собі помітний відбиток офіційної пропаганди Октавіана Августа, що зображає Помпея як злочинця, заколотника, і ватажка піратів і рабів-утікачів. Веллей Патеркул, наприклад, пише, що Секст був «лібертін своїх лібертинів, раб своїх рабів, заздрячи вищим, догоджав нижчим».
Наявні відомості не дозволяють зробити висновки про наявність у Секста будь-якої соціальної програми. Втім, на рубежі 40-х і 30-х років такої не було і у тріумвірів - їх єдиною метою було втриматися при владі будь-якою ціною, спираючись на кого завгодно. Рабів Помпей приймав у великій кількості, оскільки це було основне джерело поповнення військ і флоту.
В результаті на Сицилії виникло дивне державне утворення з провінціалів, римських аристократів і землевласників, піратів, вільновідпущеників і рабів-утікачів. Вимушений союз між цими соціальними групами не міг бути міцним. Найвидніші флотоводці Секста Помпея — Менодор (Мена), Менекрат, Демохар і Аполлофан — були вільновідпущениками. Є припущення, що вони були взяті в полон Помпеєм Великим під час кампанії проти піратів, і стали його лібертінами і клієнтами.
За словами Аппіана, саме Менодор настроював Секста Помпея проти Стація Мурка, який привів на Сицилію республіканський флот, і надав багато інших послуг. У 39 до н. е. Помпей підіслав до Мурка вбивць, а потім намагався видати цей злочин як справу рук рабів. Підле вбивство видного представника помпеянської партії напередодні переговорів у Путеолах призвело до охолодження відносин між Секстом і римськими аристократами, і переходу останніх в табір Антонія.
Римський нобілітет все більше переконувався в тому, що Секст зовсім не прагне до відновлення республіки, але перетворюється в такого ж авторитарного лідера, як і його противники. Майже на всіх монетах Секста вибито зображення Нептуна, його бога-покровителя. Підкреслюючи близькість з цим богом, прийомним сином якого він себе називав, Помпей змінив пурпурний плащ полководця на блакитний, під колір морської хвилі. Він приносив Нептуну жертви, кидаючи в море коней і навіть людей.
Як вважають дослідники, основним ресурсом, який дозволив Сексту Помпею протриматися так довго, вже після того як припинилася допомога з Іспанії та Африки, і від нього відвернулося населення Італії, була підтримка сицилійців. Античні міста острови в його правлінні пережили свій останній економічний розквіт. Цьому сприяло те, що продукція острова, в першу чергу зерно, більше не викачувалася для споживання Римом, а йшла на внутрішній ринок, закуповувалася для армії і флоту, а також продавалася купцям зі Сходу і Заходу, які побоювалися плисти в Італію через морські блокади і хаос, і прибували в сицилійські порти. Верфи і ремісничі майстерні були завантажені військовими замовленнями.
Багаті ресурси острова і налагоджена система будівництва та комплектування флоту, що існувала там, дозволили Помпею, за словами Діона Касія, зібрати на Сицилії «численних воїнів і найсильніший флот».

## Розрив Помпея з Марком Антонієм
Путеольска мирна угода протрималася недовго. Октавіан розглядав її як тимчасову поступку, потрібну лише для того, щоб підготуватися до відновлення війни. Мотиви Секста Помпея не зовсім зрозумілі. З його боку це був стратегічний прорахунок, і Менодор справедливо вказував йому на це. Якщо Помпей сподівався домогтися таким чином популярності у римлян, то він прорахувався. Аристократи покинули його, до того ж Октавіан поступово прийшов до висновку, що політика терору себе вичерпала, і приступив до наведення порядку в Італії, де банди солдатів грабували і вбивали землевласників, і міста були змушені формувати загони самооборони і вести з солдатами справжні битви.
Формальним приводом для розриву стала суперечка з Антонієм через Пелопоннес. Антоній передав Помпею цю територію з умовою, що гроші, які йому повинні його жителі, Помпей або віддасть зі своїх коштів, або збере з населення і передасть Антонію, або почекає, поки не буде сплачено борг. Помпей, в свою чергу, заявляв, що провінція повинна відійти до нього разом з боргами, в іншому випадку він відмовлявся її брати.
Знову почалося піратство і морська блокада. Народ відкрито обурювався, кажучи, що договір не приніс миру, а лише породив четвертого тирана. Октавіан направив невдоволення проти Помпея. Захопивши декількох грабіжників, він піддав їх тортурам, а потім повідомив народу, що вони були послані Помпеєм і в усьому зізналися.
На початку 38 року до н. е. Менодора переконали перейти на сторону Октавіана і передати йому Сардинію і Корсику з трьома легіонами і великим допоміжним військом. Це означало формальне оголошення війни.

## Відновлення війни

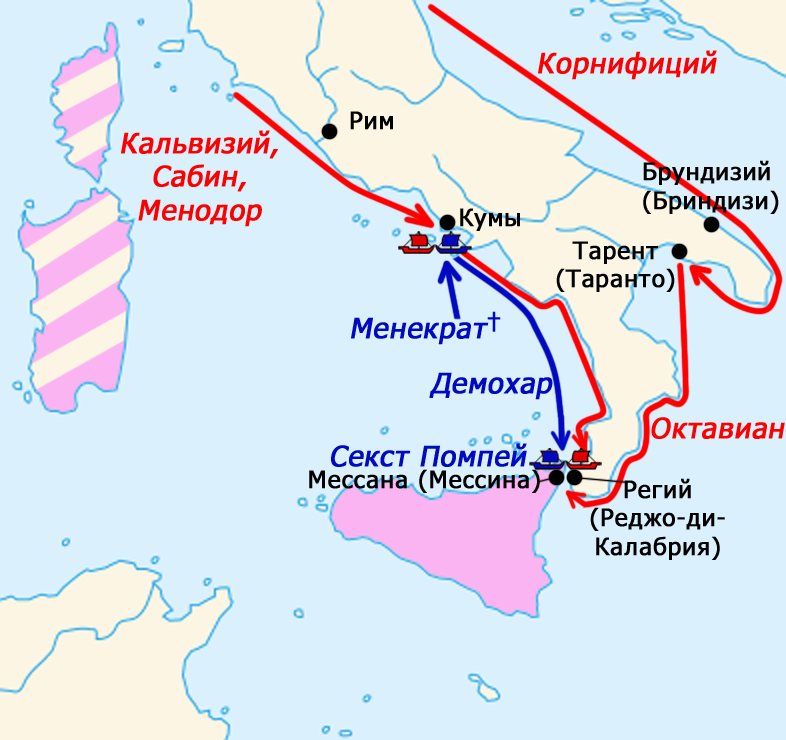
Кампания 38 года до н. э.

Октавіан направив в Путеоли і Брундізій кораблі з Равенни і війська з Галлії, і викликав з Афін Антонія, щоб домовитися з ним про спільний наступ. Антоній відмовився його підтримати, закликав не порушувати договір, а Менодор взагалі вимагав видати як частину майна Помпея Великого, яке він придбав на розпродажі.
Октавіан посилив оборону узбережжя Італії і наказав почати будівництво нових кораблів в Равенні і Остії. Менодор був прийнятий на службу і перейшов до командувача флотом Кальвізія Сабіна.

## Битва при Кумах
Навесні 38 року до н. е. Октавіан відплив з Тарента, а Кальвізій і Менодор з Етрурії. Армія рушила до Регію. Помпей облаштувався в Мессані, а проти Кальвізія направив флот під командуванням Менекрата. Той атакував противника в затоці на північ від Кум, завдав йому значних втрат, але захопився боєм з крилом Менодора і сам загинув у битві. Прийнявший командування Демохар не зміг закріпити досягнутий успіх і повів кораблі назад на Сицилію.

## Битва при Скіллі
Флот Октавіана підійшов до Мессани, де у Помпея було всього 40 кораблів. Незважаючи на значну перевагу в силах, він не наважився атакувати, і очікував підходу Кальвізія. Коли стало відомо про битву при Кумах, Октавіан попрямував на північ назустріч Кальвізію. Цим скористався Помпей, до якого приєднався флот Демохара. Призначені навархами Демохар і Аполлофан атакували біля Скілли в Мессанській протоці кораблі, що йшли вздовж берега. Оскільки Октавіан заборонив давати бій, кораблі були змушені оборонятися поодинці, причому Демохар виставив проти кожної ворожої галери по дві своїх.
В результаті велика частина флоту була притиснута до берега і загинула, сам Октавіан кинув свій корабель і втік на берег. Тільки ближче до вечора, коли на горизонті показався флот Кальвізія і Менодора, помпеянці припинили побиття і відійшли.
Об'єднавши залишки свого флоту з кораблями Кальвізія, Октавіан знову вийшов в море, де потрапив в сильну бурю, яка знищила безліч кораблів з екіпажами. Флот Помпея завчасно сховався в Мессане і тому уникнув втрат.
Втративши значну частину флоту, Октавіан не міг продовжувати війну на морі. Він посилив гарнізони прибережних міст і зосередив війська на півдні Італії, щоб протидіяти можливій висадці військ Помпея. Але той, за словами Аппіана, навіть не думав про наступальні дії, вирішивши обмежитися обороною, чим прирікав себе на неминучу поразку. Він навіть не наважився переслідувати і знищити залишки ворожого флоту.

## Тарентська мирна угода
Навесні 37 року до н. е. в Таренті за посередництва Октавія і Мецената був укладений новий договір між Октавіаном і Антонієм. 1 січня цього року закінчувався п'ятирічний термін повноважень Другого тріумвірату. Було вирішено продовжити їх ще на п'ять років, «не питаючи вже постанови народу». Октавіану доручалося ведення війни проти Секста Помпея, для цього Антоній передавав йому 130 кораблів, а натомість отримував 20 тис. Солдатів, необхідних для його парфянського походу.

## Підготовка експедиції
На підготовку нової експедиції пішло більше року, оскільки довелося будувати новий флот і навчати команди. Важливу роль в цьому зіграв друг і соратник Октавіана Марк Віпсаній Агріппа, який поступово висувався в ряди перших полководців свого часу. Під його керівництвом поблизу Кум був збудований новий порт, на верфях якого споруджувалися кораблі, побудовані «за останнім словом морської техніки того часу».
Флот Помпея складався з швидкохідних судів і застосовував в бою піратську тактику. Вишкіл його екіпажів значно перевершував римських новобранців. Для успішної боротьби з таким противником Агріппа побудував більш великі і важкі кораблі, котрі поступалися сицилійським в маневреності, але були  здатні витримувати бій проти кількох галер. Найважливішою новинкою, якою він обладнав свої судна, був запозичений у греків гарпакс - снаряд, що складався з важкого бруса з величезним гаком на кінці. Це пристосування діяло як гарпун - вистрілює за допомогою баллісти і пробиває борт корабля. Невеликі суда потім за допомогою блоків можна було підняти над водою, більші - притягнути і взяти на абордаж.
Спорядження нової армади вимагало чималих коштів. Пряме оподаткування було вкрай непопулярним, особливо в умовах морської блокади і браку. Сенаторів, вершників і інших заможних людей змусили зробити великі внески під виглядом добровільних пожертвувань. Щоб подати приклад, Октавіан посадив веслярами на кораблі своїх рабів і рабів своїх друзів.
У самій Італії тривали заворушення і голодні бунти, які придушувала армія.
Перед початком кампанії Менодор перейшов назад до Помпея з сімома кораблями. Після цього Октавіан відсторонив Кальвізія від командування флотом, призначивши на його місце Агріппа.

## Кампанія 36 року до н. е.
На початку липня 36 до н. е. кампанія почалася. Планувалося завдати одночасні удари з трьох сторін. З Африки відправився Лепід з основним військом - тисячею транспортних суден з 12 легіонами і 5 тис. нумідійських вершників на борту. Їх супроводжував ескорт з 70 військових кораблів. Тит Статілій Тавр вийшов з Тарента зі 102 кораблями з тих, що надав Антоній. Веслярі інших померли за час зими. Сам Октавіан з більшою частиною флоту просувався з Путеол уздовж узбережжя.
Помпей мав 8 легіонів і приблизно дві сотні кораблів. Він направив в Лілібей свого пропретора Л. Плінія Руфа з одним легіоном і допоміжним військом, щоб протидіяти висадці Лепіда. Флот охороняв східне і західне узбережжя Сицилії, особливо Липарські острови і Коссіру, які противник міг використовувати як проміжні бази для вторгнення. Краща частина флоту була залишена в резерві в Мессані.
На третій день після відплиття вітер посилився. Лепід втратив багато транспорту, але все ж висадився на Сицилії і взяв в облогу Лілібей. Статілій Тавр, коли посилилось хвилювання, повернув назад в Тарент. Октавіан знову потрапив в бурю, втративши 6 важких кораблів, 26 легших і безліч лібурнських галер. На приведення флоту в порядок пішло тридцять днів, і літо вже добігало кінця. Проте, було вирішено не переносити експедицію на наступний рік, а провести її у що б то не стало. Положення в Італії ставало все гірше, в Римі знову почалися демонстрації прихильників Помпея. Октавіан відправив Мецената наводити порядок.
Помпей знову проявив нерішучість, і не переслідував пошкоджені штормом суда Октавіана. Він лише відправив Менодора з його сімома кораблями для спостереження за противником і проведення диверсій. Менодор був ображений тим, що йому не повернули пост командувача, і знову перейшов до Октавіана.

## Другий етап кампанії
У серпні почався другий етап кампанії. Лепіду не вдалося взяти Лілібей, і він повів свої війська на схід острова - до Тавроменія. Октавіан наказав заступнику Агріппи Мессалі Корвіну переправитися туди ж з двома легіонами. Ще три легіони були зосереджені на березі Мессанскої протоки. Статілію Таврію було наказано йти з флотом до Скілакійского мису, навпроти Тавроменія. Піхота і кіннота супроводжували його по березі.
Тим часом до Лепіда прямував транспорт з останніми чотирма легіонами. Наварх Помпея Папій раптово атакував їх, частину потопив, частину захопив, інші повернулися в Африку. Лепід вислав кораблі на допомогу, але вони запізнилися. Загинуло два легіони; тих, кому вдавалося доплисти до берега, вбивали солдати Тізієна Галла, воєначальника Помпея.
Октавіан з флотом прибув до Стронгіле. Розвідка повідомила про скупчення військ Помпея на узбережжі, в районі Пілоріади, Міл і Тиндаріди. Залишивши командування Агріппе, Октавіан висадився в Гіппоні і зібрав легіони Мессалі і Тавра. Він планував висадитися на Сицилії, зайняти Тавроменій, а потім спільно з Лепідом блокувати Помпея в районі Мессани, поки Агріппа буде відволікати на себе більшу частину ворожого флоту. Виконанню цього плану перешкодила позиція Лепіда. Той вважав себе повноправним членом тріумвірату, і не бажав виконувати розпорядження Октавіана.

## Битва при Мілах
Оволодівши Ліпарськіми островами, Агріппа планував напасти на Демохара, що стояв в Мілах з 40 кораблями, але Помпей розгадав його задум, і відправив на допомогу Аполлофана з 45 судами, а сам повів з Мессани ще 70. Виявивши перед собою замість однієї відразу три ескадри, Агріппа прийняв бій, сповістивши Октавіана про те, що Помпей покинув Мессану, і тепер саме час для висадки.
У завзятому бої флот Помпея втратив 30 кораблів і потопив 5 ворожих. Хвалячи своїх людей за те, що вони встояли проти таких потужних суден, Помпей сказав, що це більше схоже на штурм фортеці, ніж на морську битву.

## Висадка на Сицилії
Після битви при Мілах Помпей повернувся в Мессану, а Агріппа зайняв Тиндаріди. Будучи вибитим звідти, він поставив залоги в декількох приморських містах, після чого повернувся на Ліпари.
Октавіан з трьома легіонами висадився на Сицилії, маючи намір опанувати Тавроменій. Помпей з військом і флотом виступив йому назустріч. Побачивши, що наближається ворог, Октавіан залишив командувати військами Луція Квінта Корніфіція, а сам втік на кораблях. Помпей наздогнав його і знищив значну частину судів. Самому Октавіану ледь вдалося вибратися на італійський берег у супроводі лише одного слуги. Там його, «знесиленого і тілом і духом» підібрали люди Мессали. За словами Плінія Старшого, майбутній засновник Римської імперії настільки занепав духом, що просив свого супутника вбити його.
Прийшовши до тями, він почав стягувати до протоки наявні війська, а Агріппі наказав надати допомогу Квінту Корніфіцію. Той деякий час простояв табором в околицях Тавроменія, потім, через нестачу їжі та води, був змушений виступити в похід. По дорозі його часто турбували стрільці й кавалерія противника, крім того, йти довелося по безводних горах і лавових полях біля Етни, де в цей час відбувалося виверження. Нарешті, війська Квінта Корніфіція були зустрінуті крокуючими  на виручку трьома легіонами Квінта Ларонія, і прибули в Міли до Агріппи.
Агріппа організував переправу військ через протоку. За словами Аппіана, на Сицилії було зосереджено до 21 легіону, 20 тис. вершників і 5 тис. легкої піхоти. Почалася боротьба на комунікаціях, в якій Октавіан, що мав велику чисельну перевагу, став брати верх, відрізавши Помпея від тилових складів.

## Битва при Навлосі
Потерпаючи від нестачі продовольства, Помпей запропонував вирішити результат війни в генеральній морській битві.
Хоча Цезар і цурався всього пов'язаного з морем, так як до сих пір не мав успіху на ньому, проте, соромлячись відмовитися, прийняв виклик. Призначений був день, до якого обидві сторони спорядять по триста кораблів, оснащених всілякими вежами і машинами, які тільки могли придумати.— Аппіан. XVII, 118.
3 вересня 36 року до н. е. відбулася битва при Навлосі, відзначена масовим використанням різноманітних технічних пристосувань і метальних знарядь. Сили Помпея складалися приблизно з 180 кораблів, у Агріппи, як вважають, судів було ще більше. Сицилійський флот зазнав повної поразки. За словами Аппіана, у Агріппи було потоплено всього три кораблі, а у Помпея 28. Решта були або спалені, або захоплені, або розбилися об скелі. Тільки 17 кораблів зуміли врятуватися. Помпей втік на кораблі в Мессану. Його війська, що стояли на березі під командуванням Тізієна Галла,  кинуті напризволяще, здалися Октавіану.

## Втеча Помпея
Швидко загрузивши цінне майно на борт (за словами Аппіа, він до цього підготувався заздалегідь), Помпей на 17 кораблях втік до Антонія. Для прикриття втечі він викликав з Лілібея Плінія з 8 легіонами. Той прибув в Мессану вже після відплиття свого патрона, і незабаром був взятий в облогу Агріппом і Лепідом. Лепід переконав Плінія перейти на його сторону, давши йому натомість можливість взяти участь в розграбуванні міста.
Помпея Октавіан розпорядився не переслідувати. Сам він пояснював це тим, що Помпей не належав до числа вбивць його батька, але більш імовірно, що він мав намір використовувати надання Антонієм притулку Сексту, як привід до війни.

## Боротьба з Лепідом
Приєднавши до своєї армії частини Плінія, і довівши свої сили до 22 легіонів, «Лепід запишався собою» настільки, що намірився сам оволодіти Сицилією. Він зайняв гірські проходи і мав намір блокувати війська Октавіана. Однак його власні війська відмовилися йому підкорятися і почали переходити до Октавіана, оскільки не бажали нової громадянської війни і не вважали Лепід гідним вождем.
Незабаром Лепіда кинули всі.
 Змінивши одяг, він побіг до Цезаря, причому глядачі збігалися дивитися на те, що відбувається як на видовище. Цезар став при наближенні Лепіда і, не допустивши його впасти до своїх ніг, відіслав до Риму в одязі, в якому він був, одязі приватної особи, а не в полководницькій; за ним залишилося тільки його жрецьке звання.— Аппіан. XVII, 126.

## Хвилювання в військах
Після закінчення війни під командою Октавіана виявилося 45 легіонів, 25 тис. вершників, близько 40 тис. легкої піхоти і 600 військових кораблів.
З такою масою військ відразу ж виникли проблеми. Солдати вимагали демобілізації і таких же нагород, які отримали легіонери, що билися при Філіппах. Щодо нагород Октавіан намагався звільнитися обіцянками, а замість розпуску пропонував солдатам йти з ним в Іллірійський похід, де вони зможуть досхочу пограбувати.
Поки що він в достатку роздавав вінки і відзнаки.
Поки Цезар давав всі ці обіцянки, трибун Офіллій почав кричати, що вінки і пурпурний одяг - дитячі іграшки, нагорода ж воїнам - земля і гроші. Тоді Цезар в гніві зійшов з трибуни. Прихильники трибуна, навпаки, схвалювали його і лаяли тих, хто не ставав на їхній бік. Сам Офіллій стверджував, що він і один захищатиме настільки праве діло. Після цього на інший день він зник, і ніхто не знав, що з ним сталося— Аппіан. XVII, 128.
Щоб заспокоїти війська, Октавіан провів відповідну роботу з їх ватажками. Боровшихся за Мутіне і Філіппи він погоджувався звільнити, а коли таких бажаючих набралося 20 тис., вислав їх на острови, щоб не бентежили інших.

## Умиротворення Сицилії
Придушивши заворушення в армії, Октавіану довелося провести масштабні каральні операції на Сицилії, де у Помпея залишалося багато прихильників. Деталі цих подій письмові джерела не зберегли, але археологічні розкопки розкрили широку картину спустошень, що відносяться саме до цього часу. Велика частина міст була сильно зруйнована, а їх підопічні території (хору) спустошені, причому це не могло бути результатом війни з Секстом Помпеєм, так як її бойові дії торкнулися лише узбережжя від Тиндаріди до Тавроменія.
За словами Діона Касія,
Вершники і сенатори з числа прихильників Секста були, за рідкісним винятком, покарані. З тих, хто знаходився в строю, вільні були зараховані до війська Цезаря, колишні раби передані панам для покарання; ті, чиї пани не знайшлися, були розп'яті. Міста, що добровільно перейшли на його <Октавіана> сторону, отримали прощення, учасники опору були покарані.— Діон Кассій. XLIX. 12, 4.
Керівництво каральними діями було доручено Статілію Таврію. Після закінчення війни з Секстом Помпеєм він був направлений в Африку, відібрану у Лепіда, але незабаром був відкликаний на Сицилію. Про серйозність становища свідчить те, що Октавіан, який виїхав після закінчення кампанії в Рим, був змушений взимку 36/35 рр. до н. е. повернутися на острів для наведення порядку.
На Сицилію була накладена контрибуція в 1600 талантів. Пощади не отримав навіть Тавроменій - одне з п'яти сицилійських міст, що мали статус римських союзників. Його жителі були вигнані.
Після каральних експедицій Октавіана знелюдніло все узбережжя від мису Пахіна до Лілібея, війна довершила спустошення внутрішніх областей Сицилії, і до цього постраждалих під час карфагенських, пунічних і рабських воєн. Тепер на місці грецьких і тубільних поселень там утворилися пасовища.

## Урочистості в Римі
Октавіан урочисто вступив в Рим, де на його честь на Форумі була споруджена ростральна колона, що служила п'єдесталом для його золотої статуї. На колоні красувався напис: «На суші і на морі він відновив порушений довгими чварами мир». День перемоги над Секстом був оголошений щорічним святом, а в цьому році були пробачені  недоїмки по податках.
Офіційна пропаганда оголосила завершену війну боротьбою з рабами втікачами. Тому тепер слід було розібратися з тими рабами, яким Секст Помпей за угодою в Путеолах виговорив свободу. Тепер вони як легіонери перебували в армії Октавіана. За його наказом в усі військові табори були розіслані
Запечатані листи з наказом розкрити їх в один і той же день і виконати те, що було в них написано. (...) Раби в один день були схоплені і доставлені в Рим, де Цезар і повернув їх колишнім власникам-римлянам і італійцям, або їх спадкоємцям; так само він вчинив і щодо сицилійців. Тих же рабів, яких ніхто не брав, він наказав стратити поблизу міст, звідки вони втекли. — Аппіан. XVII, 131.
Господарям було повернуто близько 30 тис. рабів, і кілька тисяч страчено.